# Claude Noël
Claude Noël, född 31 oktober 1955, är en kanadensisk tränare och före detta ishockeyspelare som senast tränade ishockeylaget Winnipeg Jets i NHL.
Han blev aldrig draftad av någon NHL–organisation.
Noël tillbringade en säsong i den nordamerikanska ishockeyligan National Hockey League (NHL), där han spelade för ishockeyorganisationen Washington Capitals. Han producerade inga poäng samt drog inte på sig några utvisningsminuter på sju grundspelsmatcher. Han spelade även på lägre nivåer för Hershey Bears i AHL, Toledo Goaldiggers, Kalamazoo Wings och Milwaukee Admirals i IHL, EC Salzburg i österrikiska ishockeyligan, SC Bern i NLB, Buffalo Norsemen i NAHL och Kitchener Rangers i OMJHL.
Han började sin tränarkarriär redan under sin aktiva spelarkarriär när han var spelande assisterande tränare i Toledo Goaldiggers säsongen 1984–1985. När han avslutade sin aktiva spelarkarriär 1987 fick han ett jobberbjudande ett år senare som assisterande tränare för North Bay Centennials i OHL. Där var han fram till 1990 när han blev tränare för Roanoke Valley Rebels i ECHL i ett år. 1991 blev han anställd av ligakollegan Dayton Bombers som tränare. 1993 fick han jobbet som assisterande tränare för Kalamazoo Wings i IHL. Ett år efter att han kom dit bytte laget namn till Michigan K-Wings. 1995 blev han befordrad till tränare för laget. Han var där i två år innan han fick jobb som assisterande tränare för Milwaukee Admirals, ett jobb han hade i fyra år. Under 2002 återvände han till ECHL och blev tränare för Toledo Storm. Han blev utsedd till bästa tränaren efter säsongen. Året efter återvände han till Admirals som tränare. Redan första året vann Admirals Calder Cup och Noël blev utsedd till säsongens tränare för AHL. Den 28 juni 2007 blev han anställd som assisterande tränare för NHL–organisationen Columbus Blue Jackets. Den 3 februari 2010 meddelade Blue Jackets och dess dåvarande general manager Scott Howson att man hade sparkat sin tränare Ken Hitchcock och hade utsett Noël till temporär ersättare. Den rollen behöll han resten av säsongen 2009–2010. Han fick dock inget nytt förtroende från lagledningen i Blue Jackets och fick lämna organisationen den 15 juni 2010. Den 21 juni samma år meddelades det offentligt av Vancouver Canucks:s general manager Mike Gillis att man hade anställt Noël som ny tränare åt sin primära samarbetspartner Manitoba Moose i AHL.
Den 24 juni 2011 meddelades att det nygamla Winnipeg Jets (tidigare Atlanta Thrashers) hade anställt Noël som sin (första) tränare. Han lyckades aldrig ta Jets till slutspel. Den 12 januari 2014 meddelade Jets general manager Kevin Cheveldayoff att man hade sparkat Noël och ersatt honom med Paul Maurice.

## Statistik
| 1974–1975    | Kitchener Rangers   | OMJHL        | 70  | 14  | 37  | 51  | 28  | —  | —  | —  | —  | —  |
| 1975–1976    | Buffalo Norsemen    | NAHL         | 74  | 19  | 42  | 61  | 27  | 4  | 1  | 1  | 2  | 2  |
| 1976–1977    | Hershey Bears       | AHL          | 80  | 14  | 32  | 46  | 19  | 6  | 2  | 1  | 3  | 0  |
| 1977–1978    | Hershey Bears       | AHL          | 65  | 13  | 25  | 38  | 18  | —  | —  | —  | —  | —  |
| 1978–1979    | Hershey Bears       | AHL          | 76  | 30  | 50  | 80  | 27  | 4  | 1  | 4  | 5  | 0  |
| 1979–1980    | Washington Capitals | NHL          | 7   | 0   | 3   | 3   | 0   | —  | —  | —  | —  | —  |
|              | Hershey Bears       | AHL          | 68  | 24  | 38  | 62  | 18  | 16 | 9  | 10 | 19 | 6  |
| 1980–1981    | Hershey Bears       | AHL          | 64  | 14  | 44  | 58  | 50  | 10 | 2  | 2  | 4  | 14 |
| 1981–1982    | SC Bern             | NLB          | 26  | 12  | 12  | 24  | 40  | —  | —  | —  | —  | —  |
| 1982–1983    | Toledo Goaldiggers  | IHL          | 82  | 42  | 82  | 124 | 41  | 11 | 3  | 15 | 18 | 4  |
| 1983–1984    | EC Salzburg         | ÖEL          | 26  | 31  | 47  | 78  | 28  | —  | —  | —  | —  | —  |
| 1984–1985    | Toledo Goaldiggers  | IHL          | 76  | 16  | 56  | 72  | 30  | 6  | 1  | 2  | 3  | 2  |
| 1985–1986    | Toledo Goaldiggers  | IHL          | 12  | 1   | 7   | 8   | 4   | —  | —  | —  | —  | —  |
|              | Kalamazoo Wings     | IHL          | 71  | 15  | 38  | 53  | 18  | 6  | 2  | 4  | 6  | 2  |
| 1986–1987    | Kalamazoo Wings     | IHL          | 80  | 33  | 37  | 70  | 28  | 5  | 1  | 2  | 3  | 0  |
| 1987–1988    | Milwaukee Admirals  | IHL          | 56  | 8   | 34  | 42  | 18  | —  | —  | —  | —  | —  |
| NHL totalt   | NHL totalt          | NHL totalt   | 7   | 0   | 0   | 0   | 0   | —  | —  | —  | —  | —  |
| AHL totalt   | AHL totalt          | AHL totalt   | 353 | 95  | 189 | 284 | 132 | 36 | 14 | 17 | 31 | 20 |
| IHL totalt   | IHL totalt          | IHL totalt   | 375 | 115 | 254 | 369 | 139 | 28 | 7  | 23 | 30 | 8  |
| ÖEL totalt   | ÖEL totalt          | ÖEL totalt   | 26  | 31  | 47  | 78  | 28  | —  | —  | —  | —  | —  |
| NLB totalt   | NLB totalt          | NLB totalt   | 26  | 12  | 12  | 24  | 40  | —  | —  | —  | —  | —  |
| NAHL totalt  | NAHL totalt         | NAHL totalt  | 74  | 19  | 42  | 61  | 27  | 4  | 1  | 1  | 2  | 2  |
| OMJHL totalt | OMJHL totalt        | OMJHL totalt | 70  | 14  | 37  | 51  | 28  | —  | —  | —  | —  | —  |

## Tränarstatistik
| Lag    | År        | Grundserie | Grundserie | Grundserie | Grundserie               | Grundserie | Grundserie      | Slutspel          |
| Lag    | År        | Matcher    | Vinster    | Förluster  | Övertidsvinster/straffar | Poäng      | Placering       | Resultat          |
| ------ | --------- | ---------- | ---------- | ---------- | ------------------------ | ---------- | --------------- | ----------------- |
| CBJ    | 2009–2010 | 24         | 10         | 8          | 6                        | 101        | 5:e i Central   | Missade slutspel. |
| WPG    | 2011–2012 | 82         | 37         | 35         | 10                       | 84         | 4:e i Southeast | Missade slutspel. |
| WPG    | 2012–2013 | 48         | 24         | 21         | 3                        | 51         | 2:a i Southeast | Missade slutspel. |
| WPG    | 2013–2014 | 47         | 19         | 23         | 5                        | (45)       | 5:a i Central   | (Sparkad.)        |
| Totalt | Totalt    | 201        | 90         | 87         | 24                       |            |                 |                   |